# Sxip Shirey

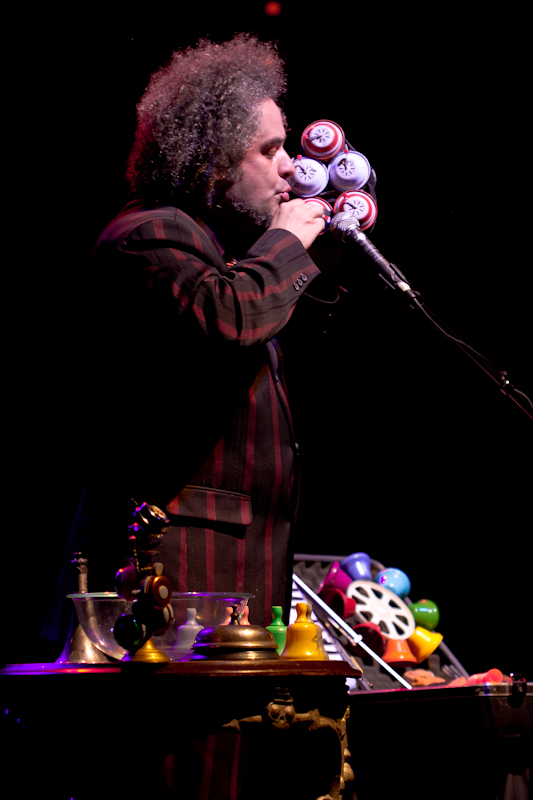
Sxip Shirey

Sxip Shirey (* in Athens/Ohio) ist ein US-amerikanischer Komponist und Musiker.

## Leben
Shirey veröffentlichte 2006 mit The Dresden Dolls das Album Sombule. An der Aufführung von Lisa D’Amours Stück Marsupil Girl in Minneapolis wirkte er als Komponist und musikalischer Leiter mit. 2008 hatte er eine Performance bei der TED-Konferenz. 2010 begleitete Shirey Amanda Palmer (The Dresden Dolls) und Jason Webley auf der EvelynEvelyn-Europatournee als Gastgeber/Erzähler und mit eigenen Performances. 2011 Jahr tourte er mit der Produktion Gentlemen and Assassins durch Europa.
Mehrfach war er Komponist und musikalischer Leiter bei Puppenspielen von Theodora Skipitares (Woman of Troy, 2010; Lysastrata, 2011; Prometheus 2012). 2011 erhielt er ein Stipendium der United States Artists. Für die English National Opera komponierte er 2012 Neill Gaimans What Dreams May Come.
Zu seinen jüngeren Projekten gehören die Performance Sxip’s Hour of Charm, die u. a. am Lincoln Center aufgeführt wurde, und die Theater-Zirkusproduktion Limbo, mit der er 2015 durch Australien tourte. Auch komponierte er die Musik zu Craig Harwoods Musical Excuse Me, There’s a Faggot in my Closet, die Kompositionen Distant Pianos Close Pianos für die Choreographin Coco Karol und Still Life für Morgan Thorsen. Außerdem unterrichtet Shirey an der Norwegischen Theaterakademie in Frederikstad („The Black Mountain College of NOW“). Zur Vierhundertjahresfeier der Stadt entstand The Gauntlet: Fredrickstad. 2019 sollte sein Album Goodnight Little Machines erscheinen, verfehlte aber auf Indiegogo das Ziel von 25.112 Euro.

## Weblink
- Homepage von Sxip Shirey